# Toros de Aragua
Toros de Aragua es un equipo profesional de baloncesto venezolano con sede en Maracay, estado Aragua. Compiten en la Conferencia Occidental de la Superliga Profesional de Baloncesto (SPB) y disputan sus partidos como locales en el gimnasio cubierto Rafael Romero Bolívar —también conocido como «Coliseo El Limón»— de la ciudad de El Limón.
Fundado en 1974 bajo el nombre «Toyotas de Aragua» —nombre que derivó de la relación con Toyota, empresa japonesa de fabricación de automóviles—, es uno de los cuatro equipos fundadores de la Liga Especial de Baloncesto (Li-ESPECIAL), la máxima liga profesional del país, y a su vez, es el equipo profesional de baloncesto más antiguo del país.
A pesar de tener una larga trayectoria en la liga de máximo nivel de baloncesto de Venezuela, nunca ha alcanzado una final en dicha competición. Lo más destacado ha sido el cuarto lugar obtenido en 1979, y una semifinal en 1995.
Su máximo rival son los Trotamundos de Carabobo, rivalidad que data desde los recordados campeonatos nacionales de adultos de los años 1950 cuando las selecciones de Aragua y Carabobo se enfrentaban.

## Historia

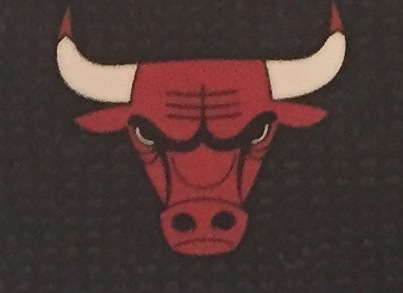
Desde inicio de los años 1980 hasta principios del 2000, el club empezó a utilizar un logo igual al de los Chicago Bulls.

Los Toros de Aragua fueron fundados el 31 de enero de 1974 en una reunión donde se presentaron los equipos que integraron la primera edición de la Liga Especial de Baloncesto. El equipo fue representado por el economista Rodolfo Ramírez, y contó con el empuje de Foción «el Tigre Mayor» Serrano —quien fuese narrador de los Tigres de Aragua—. Este equipo llevó por nombre «Toyotas de Aragua». Sin embargo, al año siguiente la divisa aragüeña llevó por nombre el de «Banqueros de Aragua».
En 1977 la franquicia pasó a manos del ingeniero Luis Hernández, y en 1979 lograron ocupar el cuarto lugar. Tres años más tarde, en 1982, Hernández le cambió el nombre al de «Taurinos de Aragua», aunque en 1984 Hernández perdió la franquicia por problemas financieros, y Taurinos quedó fuera de la competición en 1985 y 1986. Fue entonces cuando en 1987 el ingeniero Tulio Capriles Hernández tomó las riendas del equipo, traspasado directamente de la Liga el que recibió el nombre de «Toros de Aragua», debido a la afición que siente el público de esa región por la tauromaquia. —Cabe destacar que durante esta etapa se empezó a utilizar un logo igual al de los Chicago Bulls y que perduró hasta inicios del año 2000—. Igualmente en dicha temporada, el estadounidense Clarence Tillman, logró el récord de más puntos anotados en una temporada regular, con 1487, para 35 P/P —récord que aún se mantiene vigente—.
Las siguientes temporadas fueron para el olvido, y en 1995, tuvo el nada deseado récord de no haber ganado partido alguno como visitante, cuando perdieron los 21 compromisos programados ese año. Es decir, las 7 veces que estuvo en la vía, fue barrido en todas. Sólo ganó 9 juegos, todos de local y, por supuesto, quedaron en el último lugar. Empero, esa mala campaña «premió» a los «astados», ya que al ser nacionalizado el base estadounidense Harold Keeling, fue metido en un draft por condiciones de campeonato. Como Toros fue el peor equipo, tuvieron el privilegio de tomarlo para jugar en sus filas, el resultado fue palpable ya que lograron una clasificación inédita a la postemporada y a la larga quedó como semifinalista, pues jugó ante Gaiteros del Zulia en los tercios de final. Pasó a semifinales como «comodín» y en esa instancia fue barrido por Marinos de Oriente. Keeling, por otra parte, logró ubicarse esa temporada, como el jugador que más minutos ha jugado en una temporada regular en toda la historia de la liga, al disputar 1565 minutos.
A principios de 2005, surgen desacuerdos con la gobernación del estado Aragua, propietaria de las instalaciones del coliseo El Limón, lo cual llevó al equipo a quedarse sin sede para disputar sus partidos. No habiendo otro espacio considerable en la ciudad de Maracay, reunidos los dueños y clubes de la LPB, se aprobó oficialmente la mudanza de Toros de Aragua a la ciudad de Maturín, con lo cual el equipo pasaría a ser llamado «Gatos de Monagas», con su sede en el gimnasio Gilberto Roque Morales. Luego de la salida del gobernador de turno, se reanudan las conversaciones para la mudanza del equipo, y en 2008 los directivos decidieron que el club retornará a la ciudad de Maracay, volviendo a adoptar el nombre de «Toros de Aragua».
En 2019 Toros jugó su última temporada en la LPB, donde consiguió llegar a los cuartos de final. Luego de eso, la liga entró en un problema financiero que amenazó con su desafiliación por parte de FIBA, fue por ello que la liga desapareció y en su lugar nació una nueva, la Superliga de Baloncesto (SLB), donde Toros no formó parte. Esta ausencia permitió la creación de una nueva franquicia, Taurinos de Aragua, y así el estado Aragua volvió a estar representada. En 2022 tras varias reuniones entre los miembros fundadores de la SLB, se oficializó la fusión con la ya desaparecida LPB para la creación de la Superliga Profesional de Baloncesto (SPB), en la cual Toros formó parte y fue ubicado en la Conferencia Occidental.
Una de las postales que dejó su regreso a las competiciones profesionales fue la participación del novato de 17 años Edson Tovar en el Juego de las Estrellas 2022. Tovar fue elegido por la Comisión Técnica, siendo así el novato más joven en toda la historia en participar en dicho evento. Esa misma temporada se convirtió en el primer jugador en ganar la distinción de novato y mejor jugador joven del año.

## Pabellón

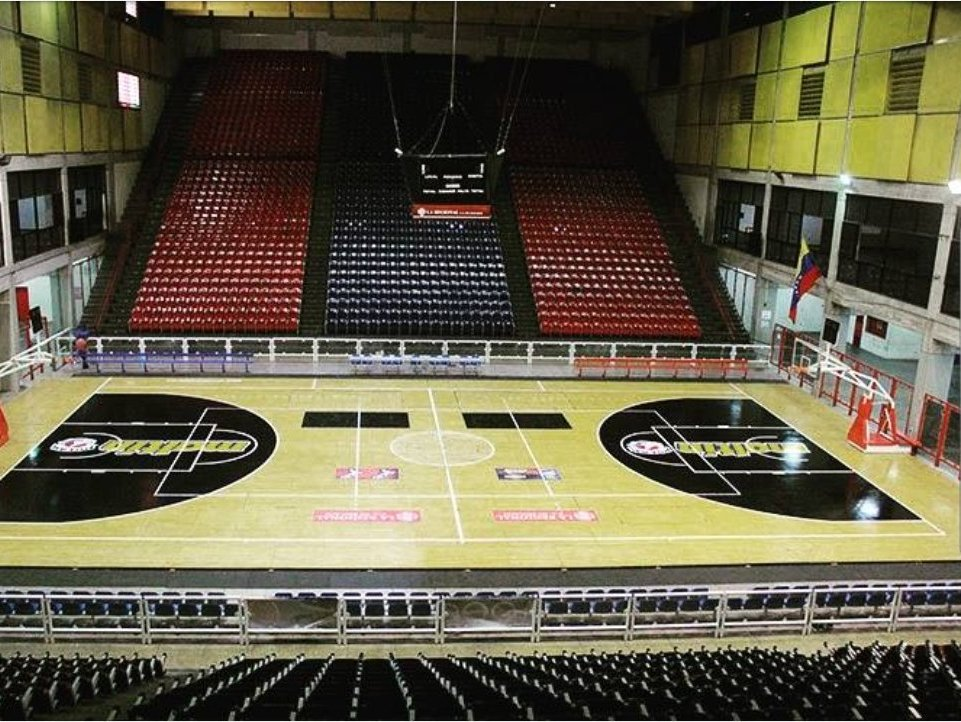
Vista del Coliseo El Limón.

El gimnasio cubierto Rafael Romero Bolívar, también conocido como «Coliseo El Limón», es un pabellón o coliseo de usos múltiples ubicado en la ciudad de El Limón, en el estado Aragua. Fue llamado Coliseo El Limón, por estar ubicado en la avenida de nombre homónimo que da acceso a esa zona de la capital aragüeña, pero su nombre fue cambiado a Rafael Romero Bolívar en febrero de 2010, en reconocimiento a la labor del deportista aragüeño del mismo nombre, miembro del salón de la fama del deporte, del Salón del Deporte en Aragua y quien fuese el mejor jugador del país en 1959 y 1963. El gimnasio es una propiedad pública administrada por el gobierno del estado Aragua a través del Instituto Regional del Deporte de Aragua (IRDA). Posee camerinos, oficinas administrativas, servicios básicos, silleterías, feria de comida y bebida, entre otras comodidades.
Anteriormente el equipo tenía como sede el gimnasio cubierto Mauricio Johnson del polideportivo Las Delicias antes de la construcción del foro de El Limón. El «Mauricio Johnson», cubierto con piso de madera, es sitio frecuente de encuentros de baloncesto regional y nacional y es la sede actual del equipo estatal de voleibol. El gimnasio también es lugar frecuente de reuniones políticas, encuentros sociales y campeonatos de varias disciplinas deportivas, incluyendo fútbol sala y bádminton.

## Jugadores

### Plantilla 2022
| Num                        | Nac.                                       | Jugador          | Pos | Altura | Edad    |
|                            | Bandera de Venezuela                       | Edson Tovar      | B   | 1,80 m | 20 años |
|                            | Bandera de Venezuela                       | Daniel Macuare   | B   | 1,95 m | 40 años |
|                            | Bandera de Estados Unidos                  | Michael Crane    | B   | 1,94 m | 33 años |
|                            | Bandera de Venezuela                       | Rodgel Pérez     | B   | 1,80 m | 28 años |
|                            | Bandera de Venezuela                       | Luisber Madero   | B   | 1,85 m | 29 años |
|                            | Bandera de Venezuela                       | José Vargas      | B   | 1,82 m | 20 años |
|                            | Bandera de Estados Unidos                  | Michael Laster   | B   | 1,90 m | 24 años |
|                            | Bandera de Venezuela                       | Juan Caraballo   | E   | 1,85 m | 25 años |
|                            | Bandera de Venezuela                       | Wesly Martínez   | E   | 1,91 m | 18 años |
|                            | Bandera de Venezuela                       | José Ochoa       | A   | 1,99 m | 30 años |
|                            | Bandera de Venezuela                       | Rommer Matute    | A   | 1,95 m | 22 años |
|                            | Bandera de Venezuela                       | Braian Guidi     | A   | 1,99 m | 31 años |
|                            | Bandera de Venezuela                       | Luis Navarro     | A   | 1,92 m | 33 años |
|                            | Bandera de Venezuela                       | Samuel Castillo  | A   | 1,98 m | 18 años |
|                            | Bandera de Venezuela                       | Moisés Suárez    | A   | 1,90 m | 21 años |
|                            | Bandera de Venezuela                       | Drexler Mejías   | A   | 1,90 m | 32 años |
|                            | Bandera de República Democrática del Congo | Eric Kibi        | AP  | 2,00 m | 34 años |
|                            | Bandera de Venezuela                       | Gabriel Álvarez  | AP  | 2,01 m | 22 años |
|                            | Bandera de Estados Unidos                  | Aamondae Coleman | P   | 2,00 m | 24 años |
| Entrenador: Alfredo Madrid |                                            |                  |     |        |         |

### Distinciones
| - MVP de la temporada (3): - Tim Billingslea (1979) - Chris Lockhart (1982) - Harold Keeling (1996) | - Novato del Año (7): - David Díaz (1982) - José Colmenares (1988) - Almiro Coello (1989) - Leonardo Cappare (2002) - Jesús Urbina (2009) - Edson Tovar (2022) - Christians Gutiérrez (2023) | - Entrenador del Año (2) - Néstor Solórzano (2004) - Gustavo García (2014) |

## Entrenadores
Lista de entrenadores que han dirigo al club:
| - Nelson Solórzano 2003-04 - Carlos Mercado 2009 - Nelson Solórzano 2010-11 - Eduardo Opezzo 2011-12 - Nelson Solórzano 2012 - Julio Toro 2013 - Gustavo García 2014-15 | - Edu Torres 2016 - Iván García 2017 - Israel Sarmiento 2017-18 - Alfredo Madrid 2022 - David Díaz 2023 - Rafael Infante 2023 |